# 미도리구 (나고야시)
미도리구(일본어: 緑区)는 일본 아이치현 나고야시를 구성하는 16개 구 중 하나이다. 나고야시 동남부에 위치한다. 2004년 8월 1일 기준 추계인구에서 나카가와구를 제치고 나고야시의 구 중에서 가장 인구가 많은 구가 되었다.
일본 전통 공예인 "아리마쓰·나루미 홀치기 염색"으로 유명한 아리마쓰가 있다. 나루미정, 오다카정, 아리마쓰정이 옛날부터 주 시가지이다. 1560년 오케하자마 전투의 무대였다. 나루미는 도카이도의 여인숙 중 하나(나루미주쿠)였다. 1960년대 이후 북동부의 개발(토지구획 정리 사업)이 진행되어 이것이 인구 급증의 원인이 되고 있다.

## 지리
덴파쿠강을 포함한 하천 주변의 평지와 완만한 구릉지가 형성되어 있고 오다카 녹지공원으로 대표되는 공원 및 녹지가 많다.

## 인접한 자치체
- 나고야시 덴파쿠구, 미나미구
- 닛신시, 도요아케시, 오부시, 도카이시
- 아이치군 도고정

## 역사
에도 시대에 현재의 구역은 모두 오와리번의 영지였다.
- 1889년 - 아이치군 나루미촌이 아이치군 나루미정이 되었다.
- 1892년 - 지타군 아리마쓰촌이 지타군 아리마쓰정이 되었다.
- 1893년 - 지타군 아리마쓰정이 지타군 오케하자마촌을 병합하였다.
- 1895년 - 지타군 오다카촌이 지타군 오다카정이 되었다.
- 1927년 10월 17일 - 아이치군 나루미정에 나루미 구장이 개장하였다.
- 1963년 4월 1일 - 아이치군 나루미정이 나고야시에 편입되어 14번째의 구로 미도리구가 되었다.
- 1964년 12월 1일 - 지타군 아리마쓰정 및 오다카정이 나고야시 미도리구에 편입되었다.

## 교통

### 철도
- 도카이 여객철도 도카이도 본선
- 나고야 철도 나고야 본선

### 도로
- 나고야 고속도로
- 이세 만안 자동차도
- 국도 제1호선
- 국도 제23호선
- 국도 제247호선
- 국도 제302호선
- 국도 제366호선